# 伊罗·耶尔维
伊罗·耶尔维（芬蘭語：Iiro Järvi，1965年3月23日—），芬兰男子冰球运动员，1981年开始职业生涯。他曾代表芬兰参加1988年冬季奥林匹克运动会冰球比赛，获得一枚银牌。